# Ликсна
Ли́ксна (латыш. Līksna, латг. Leiksna) — село в Аугшдаугавском крае Латвии, центр и крупнейшее село Ликсненской волости.
Располагается в 17 км к северо-западу от Даугавпилса между рекой Даугава и ведущей в Ригу автодорогой A6. Через Ликсну протекает и впадает в Даугаву одноимённая река, ранее носившая название Ликснянка. По данным на 2015 год, в населённом пункте проживало 213 человек.

## История
Первые упоминание Ликсны связано с XIII веком, когда князь герсикский Всеволод в 1230 году подарил остров на Даугаве и землю напротив Ликсны Динамюндскому цистерцианскому монастырю. В XIV веке здесь прибывали динабургские комтуры. В немецких источниках именуется Ликстен (Lixten).
Несколько веков здесь жил баронский род Людингаузен-Вольф. В 1626 году во время польско-шведской войны под Ликсной Александр Гонсевский одержал победу над Густавом Горном. В середине XVIII века Ликсна перешла в собственность рода Зиберг. В 1803 году состоялся династический брак последней представительницы рода Зиберг Изабеллы-Хелены и Михаила Брёле-Плятера из Краславы, образуя новую родовую ветвь Плятер-Зиберг. Позже Ликсну унаследовал её сын Генрих и как последний наследник до 1918 года — внук Ян Плятер-Зиберг.
В советское время населённый пункт был центром Ликсненского сельсовета Даугавпилсского района. В селе располагался колхоз им. XXV съезда КПСС.

## Достопримечательности

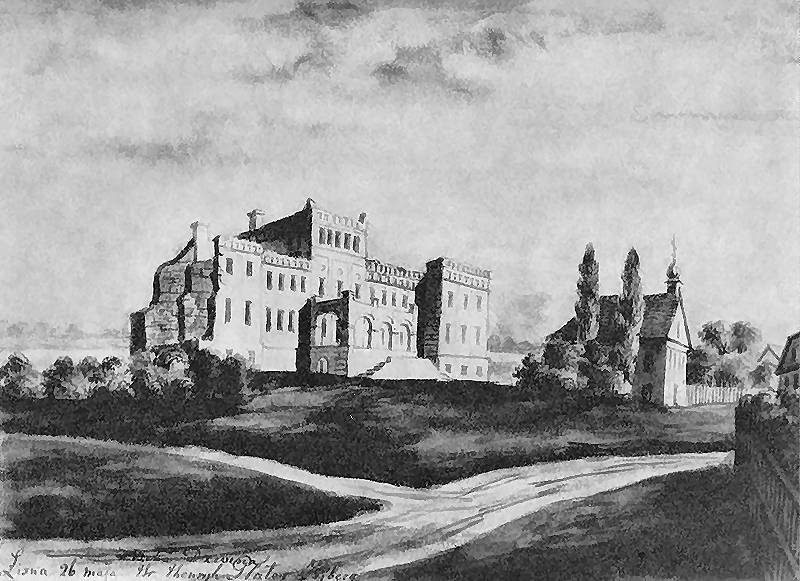
Усадебный дворец и часовня. Рисунок Наполеона Орды, 1870-е годы

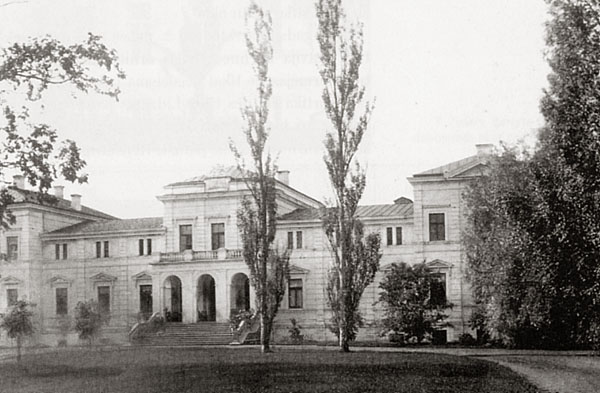
Усадьба около 1900 года

### Усадьба

#### Усадебный дворец
Усадебный дворец был возведён в 1770 году воеводой графом Юзефатом Зибергом. В середине XIX века был перестроен в неоготику, однако в 1861 году сгорел. Были утрачены родовые архивы и произведения искусства. В 1878—1880 годах дворец был восстановлен по проекту Вильгельма Неймана в соответствии с традициями античной архитектуры. Во время Первой мировой войны дворец был сильно повреждён. До наших дней сохранился лишь фрагмент стены.

#### Парк
В 1999 году в парке была обустроена туристическая тропа. Имеется ряд интересных объектов.

#### Часовня
Первая приходная церковь была построена при Лидингаузен-Вольфах в 1748 году. В 1749—1789 годах в Ликсне находилась миссия иезуитов, а после образования Могилёвской архиепископии — нижнединабургский деканат. В 1796 году Юзеф Зиберг преобразовал церковь в часовню. В перестроенном виде здание сохранилось и используется под склад.

### Церковь
В 1798 году закончилось строительство новой церкви, проект которой был начерчен Юзефатом Зибергом уже в 1767 году. Освящённая в 1801 году церковь была частично снесена в 1913 году, а материалы использованы для строительства плебании. Современная церковь была построена в 1909—1913 годах по инициативе священника Антона Спринговича и проекту Вильгельма Неймана. Она является одним из самых выдающихся памятников неоготики в Латвии. В церкви имеется крупный орган.

## Культура
В селе располагается волостной дом культуры, в котором работают танцевальный коллектив «Daugaveņa», любительский театр и женский вокальный ансамбль «Elēģija». Летом на ликсненской эстраде проводится фестиваль латгальской музыки «Muzykys skrytuļs» (латг.: «Колесо музыки»). В Ликсне располагается также волостная библиотека.

## Персоналии
- Эдвард фон Ропп (1851—1939), церковный и политический деятель Литвы, Польши и России, родился в Ликсне.
- Эмилия Плятер (1806—1831), знаменитая участница Ноябрьского восстания, провела свою молодость в Ликсне.